# Barış Küce
Barış Küce (1946 – Ankara, 4 aprile 2024) è stato un cestista turco.

## Carriera
Con la Turchia disputò due edizioni dei Campionati europei (1971, 1975).